# 三浦俊裕

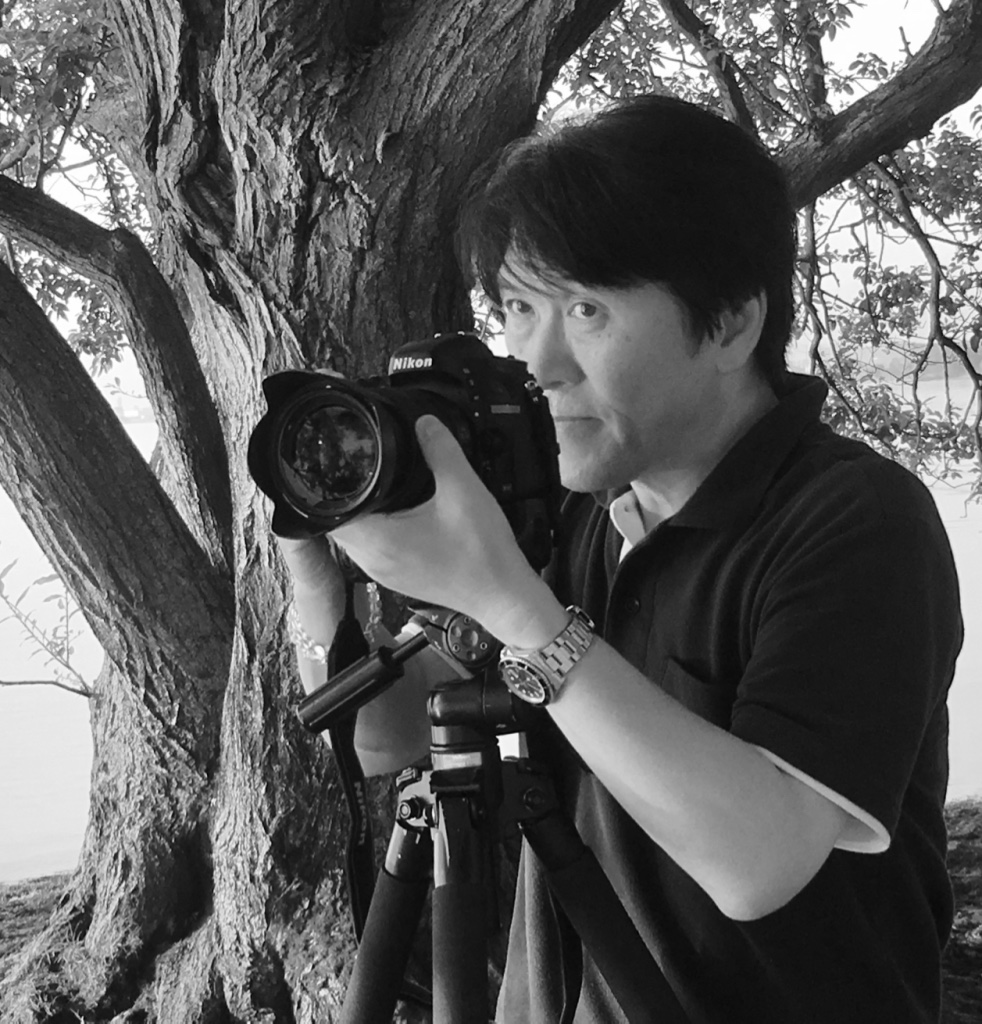

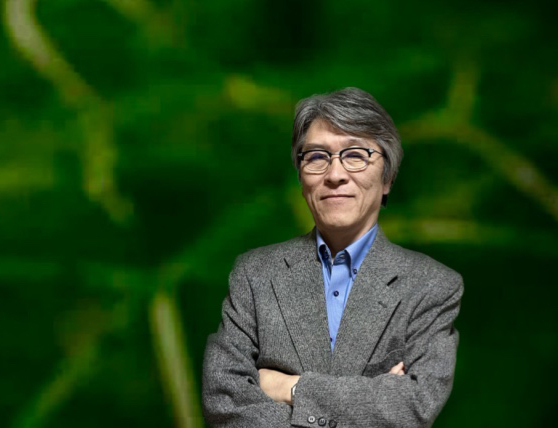
三浦 俊裕（みうら としひろ、1966年1月11日 - ）は、日本の写真家。千葉県在住。愛知県出身。

三浦 俊裕（みうら としひろ、1966年1月11日 - ）は、日本の写真家。国籍は日本。千葉県在住。愛知県出身。身長170cm、血液型はO型。既婚。

## 活動
風景を中心に写真家として活動。
主に中部、近畿、関西地区を中心に全国の四季の風景を撮影。
他に依頼撮影、ストックフォト、エージェント契約作家としての仕事をしながら、一般的には教会建築、棚田撮影には定評あり専門の写真家として知られる。
近年では飼い猫とのプライベート、音楽、ギター等の機材関連、神社仏閣含めての撮影が主であり、風景写真の世界からは完全に離れた本来の写真家としての活動、地位に付き、力を入れている。

## 略歴
2012年、13年に名古屋でミニ展示会、2016年2月に3weekに渡り個展「天龍・奥三河の四季」を開催。2018年8月22日〜9月3日、リコーイメージングスクエア大阪にて個展「叙情時 〜 Lyrical Time  音調のある風景」、2018年10月8日〜14日、飯田市美術館市民ギャラリーにて「絶対個性　表現写16」に参加、2019年3月6日〜18日、リコーイメージングスクエア新宿「叙情時 〜 Lyrical Time 音調のある風景」を行う。2021年9月より撮影拠点を愛知県から千葉県に移転。2021年9月17日〜10月16日、京都写真美術館ギャラリー・ジャパネスク、「50人の作家による共演『一枚の写真』展」に参加。2021年10月〜11月末には木曽福島、木曽町、木曽駒を中心に撮影を行う。 
行政やローカル誌等の写真を請け負いながら独自で撮影を行う。アマナイメージズ写真契約作家でもある。
近年では日本カメラ社発行、日本カメラ2月号「手持ちで撮る風景写真」日本カメラ3月号「特集、叙情時〜Lyrical Time」の仕事で知られる。人気写真集「Early Night Blue」シリーズを始めとした電子書籍がAmazonにて全13作品発売中。(2021年12月時点)
地元にて写真教室の開催やツアー講師、他に行政、企業、エージェント先からの撮影依頼を受けながら撮影を続けているだけでなく、 近年では飼い猫とのプライベート、更に音楽活動の再会からによる、音楽アーティスト撮影やギター等の機材関連、更に神社仏閣含めての撮影が主となり、風景の世界からは完全に離れた本来の写真家としての活動、地位に付き、力を入れている。